# جيمي بينو جيتنز
جيمي بينو جيتنز (مواليد 8 أغسطس 2004) هو لاعب كرة قدم إنجليزي يلعب في مركز المهاجم في نادي بوروسيا دورتموند.

## روابط خارجية
- جيمي بينو جيتنز على موقع الاتحاد الأوربي (الإنجليزية)
- جيمي بينو جيتنز على موقع قاعدة بيانات كرة القدم.إي يو (الإنجليزية)
- جيمي بينو جيتنز على موقع ليكيب (الفرنسية)
- جيمي بينو جيتنز على موقع Soccerbase.com (لاعب) (الإنجليزية)
- جيمي بينو جيتنز على موقع Soccerway.com (الإنجليزية)
- جيمي بينو جيتنز على موقع عالم كرة القدم.نت (الإنجليزية)